# روستي المخترع
روستي المخترع (بالإنجليزية: Rusty Rivets)‏ هو مسلسل رسوم متحركة خيال علمي، أكشن، كوميدي كندي عرض على قناة تري هاوس تي في ونيكلوديون. المسلسل يتكون من 3 مواسم. عرض الموسم الأول في الفترة من 8 نوفمبر 2016 حتى 15 ديسمبر 2017 والموسم الثاني من 9 يناير 2018 حتى 1 يونيو 2019 والموسم الثالث من 2 مارس 2020 حتى 8 مايو 2020.

## روابط خارجية
روستي المخترع على موقع IMDb (الإنجليزية)
- روستي المخترع على موقع كينوبويسك (الروسية)
- روستي المخترع على موقع ألو سيني (الفرنسية)
- روستي المخترع على موقع قاعدة بيانات الفيلم (الإنجليزية)